# Трёхречье (Амурская область)
Трёхре́чье — село в Бурейском районе Амурской области России. Входит в состав Родионовского сельсовета.

## География
Дорога к селу Трёхречье идёт на северо-восток от автотрассы «Амур» через сёла Родионовка и Семёновка.
Расстояние до административного центра Родионовского сельсовета села Родионовка — 14 км.
Расстояние до районного центра посёлка Новобурейский — 44 км (через Семёновку и Родионовку, в восточном направлении по автотрассе «Амур»).
На северо-восток от села Трёхречье идёт дорога на правый берег реки Бурея и к селу Талакан.

## Население
| 2002 | 2010 | 2012 | 2013 | 2014 | 2015 | 2016 |
| ---- | ---- | ---- | ---- | ---- | ---- | ---- |
| 89   | ↘68  | →68  | ↘56  | ↘46  | ↘39  | ↘36  |
| 2017 | 2018 |      |      |      |      |      |
| →36  | ↘32  |      |      |      |      |      |